# Гавриш Віталій Володимирович
Віта́лій Володи́мирович Га́вриш (нар. 28 березня 1986, Чернігів) — український футболіст, центральний захисник. По завершенні кар'єри — тренер.

## Біографія
Почав професіональну кар'єру 18 травня 2003 року в чернігівській «Десні», вийшовши на заміну в матчі проти дніпродзержинської «Сталі». Разом із командою Гавриш двічі поспіль ставав (у 2004 і 2005 роках) другим у своїй групі Другої ліги, при тому що підвищувались у класі лише переможці груп. Крім того, у 2005 році викликався до розташування збірних України U-18 і U-19, проте на поле не виходив. Лише з третьої спроби, 2006 року чернігівчанам удалося виграти свою групу й вийти в Першу лігу.
На початку 2007 року Віталій перейшов у донецький «Металург», але відразу ж був відданий в оренду «Сталі» з Алчевська, яка грала у Вищій лізі України й за підсумками того сезону посіла 15 місце й вилетіла в Першу лігу. Наступний сезон Віталій Гавриш розпочав у донецькому «Металурзі», проте за рік півзахисник відіграв за основну команду тільки 2 матчі в чемпіонаті і 2 в кубку (1 гол), більшість часу граючи в турнірі дублерів (28 матчів, 3 голи).
Влітку 2008 року Гавриш повернувся у «Сталь», зігравши за сезон у 30 матчах (4 голи) Першої ліги, проте після завершення сезону знову був повернутий у «Металург». Але зігравши лише в кількох контрольних поєдинках та одному матчі дублерів, у серпні того ж року він знову відправився до «Сталі», де став капітаном команди.
11 січня 2012 року Гавриш повернувся до Прем'єр-ліги, перейшовши до «Олександрії». 3 березня 2012 року дебютував за «Олександрію» в матчі проти луцької «Волині». 8 квітня 2012 року забив свій перший гол за «Олександрію» в матчі проти криворізького «Кривбаса», який став переможним. Разом із клубом вилетів із Вищої ліги в Першу лігу, де провів ще півроку.
2 лютого 2013 перейшов до «Металурга» із Запоріжжя. 2 березня 2013 року дебютував у складі «Металурга» в матчі проти «Іллічівця». У грі проти цієї ж команди 7 грудня 2014 року Гавриш забив і перший гол за клуб.
Влітку 2015 року, разом із сімома іншими гравцями, покинув «Металург» на правах вільного агента.
27 червня 2016 року став гравцем «Зірки». Але вже 29 вересня того ж року підписав контракт з ковалівським «Колосом». З командою 2019 року виграв плей-оф за право виходу до Прем'єр-ліги, обігравши «Чорноморець» (0:0, 0:2), а наступного року допоміг команді вперше в історії пробитися в єврокубки. В останні роки був капітаном команди. 19 грудня 2021 року оголосив про завершення ігрової кар'єри і з нового року увійшов до тренерського штабу наставника «Колоса» Ярослава Вишняка.

## Досягнення
- Переможець групи Другої ліги України (1): 2005/06
- Срібний призер групи Другої ліги України (2): 2003/04, 2004/05
- Срібний призер Першої ліги України (1): 2018/19
- Бронзовий призер Першої ліги України (2): 2009/10, 2010/11